# TsAGI

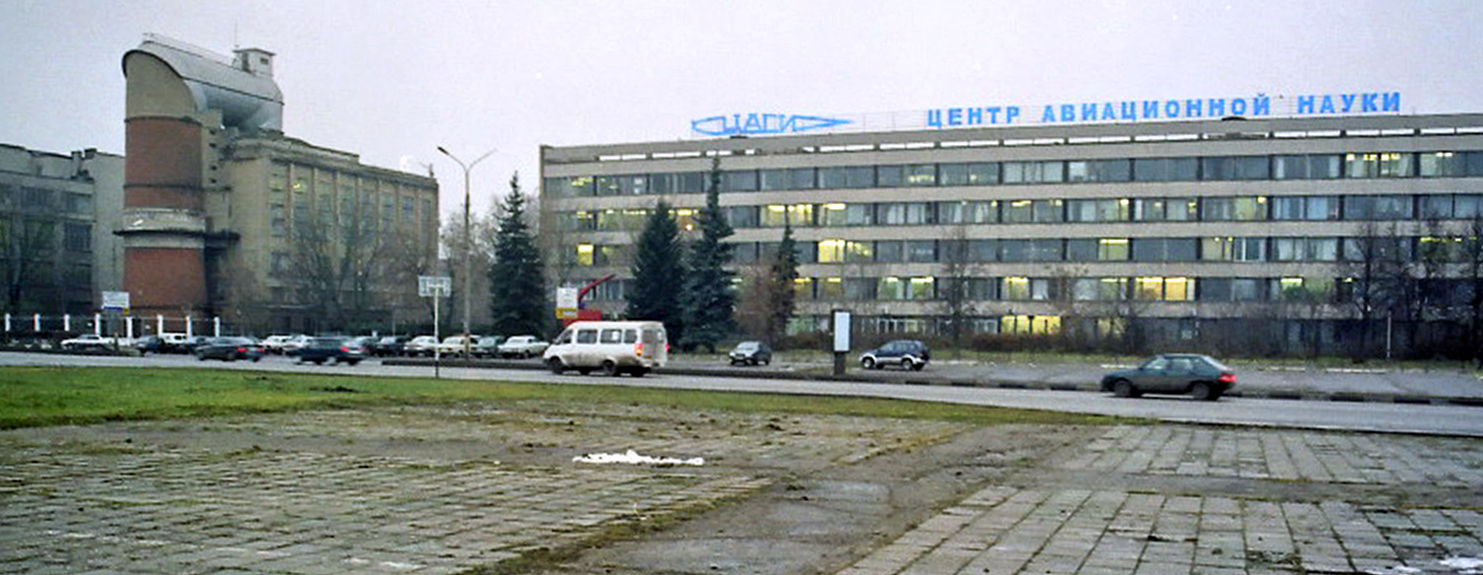
Un'immagine dello TsAGI nel 2006.

Lo TsAGI, acronimo della translitterazione dal cirillico Центра́льный аэрогидродинами́ческий институ́т (ЦАГИ), Centrál'nyj aèrogidrodinamíčeskij institút, ovvero Istituto centrale di aeroidrodinamica, venne istituito a Mosca il 1º dicembre 1918 dallo scienziato e matematico russo Nikolaj Egorovič Žukovskij assieme a Andrej Nikolaevič Tupolev e Sergej Alekseevič Čaplygin.
Nel 1935 venne trasferito (anche se non completamente) nella città di Žukovskij, nell'Oblast' di Mosca. La sezione moscovita dell'istituto è attualmente conosciuta come MAGI, o complesso di Mosca TsAGI.

## Ingegneri legati all'istituto
- Nikolaj Egorovič Žukovskij
- Andrej Nikolaevič Tupolev
- Pavel Osipovič Suchoj
- Semën Alekseevič Lavočkin
- Vladimir Michajlovič Petljakov